# 顧元亮
顧元亮（?—?），中國清朝武官官員，本籍廣東。
行伍出身。任千總、把總。后升任守備。1734年（雍正12年）奉旨接替章隆，於台灣地區擔任澎湖水師協副將。而隸屬台灣鎮之下的此官職職等為正二品，是台灣清治時期的這階段，扼守台灣海峽的重要武將，並統帥兩標水營，數千名水師兵勇。乾隆四年，任閩安水師副將。乾隆五年，任浙江定海總兵官。